# Головин, Фёдор Васильевич
 Фёдор Васи́льевич Голови́н (ум. 16 апреля 1625) — дворянин московский и воевода, затем окольничий, второй из четырёх сыновей московского дворянина Василия Петровича Головина (ум. 1565), казнённого по приказу Ивана Грозного.

## Биография
В начале 1570-х годов Фёдор Васильевич Головин — рында (телохранитель) царевича Ивана Ивановича, старшего сына и наследника Ивана Грозного, во время похода на Ливонию. Вскоре Ф. В. Головин получил придворный чин стольника, затем — чашника.
В 1580 году присутствовал на последней (шестой) свадьбе царя Ивана Васильевича Грозного с Марией Фёдоровной Нагой. Затем собирал под Орешком детей боярских для обороны крепости от шведов.
В октябре 1581 года по получении известия о том, что к Туле и Дедилову прорвался отряд крымцев в 200 сабель, разоривший окрестные волости и переправившийся уже через реку Пахра, Фёдор Васильевич Головин был выслан в район переправы в составе полка под командой воеводы князя И. Лобанова-Ростовского.
В связи с опалой, наложенной царём Борисом Годуновым на всех Головиных, оказался в ссылке: в 1599-1600 годах — воевода «в Новом Яранском городе»; в 1601 году — воевода в Лаишеве; в 1602 — в Уржуме; в 1603 году — «в Цареве городе, что на Кокшаге»; в 1604 году — в Сургуте.
При Лжедмитрии I (1605—1606) Фёдор Васильевич Головин был возвращён из ссылки в Москву. При Василии Шуйском получил чин окольничего и участвовал в боях со сторонниками Тушинского вора и польско-литовскими интервентами. В конце 1607 года воевода Ф. В. Головин посылался с полками к Туле против самозванца, затем оборонял от него Москву, располагаясь возле Яузы. В 1608 году в битве с тушинцами под селом Рахманцевом, в окрестностях Троице-Сергиевой лавры, Фёдор Головин командовал сторожевым полком и бежал с поля боя. Получив отставку по болезни, Ф. В. Головин через несколько месяцев после разгрома царской рати принял участие в новом походе против тушинцев. Царь Василий Шуйский, узнав в то время о намерении ряда своих воевод перейти на сторону самозванца, приказал вернуть полки с реки Незнань в Москву.
В 1609 году водил сторожевой полк к Троице-Сергиевому монастырю против поляков и литовцев гетмана Петра Сапеги.
В 1610 году после свержения Василия Шуйского с престола Фёдор Васильевич Головин вошел в состав боярского правительства «Семибоярщины». От польского короля Сигизмунда III Вазы, распоряжавшегося московскими делами в начале «междуцарствия», Ф. В. Головин получил земли на Смоленщине.
В начале 1613 года Фёдор Васильевич Головин присутствовал на заседаниях Земского собора, избравшего на царский престол Михаила Романова. Соборную грамоту с известием об этом, посланную в Холмогоры, подписал и Фёдор Васильевич. В том же 1613 году Ф. В. Головин уже в чине окольничего ездил в составе депутации «с Москвы ото властей, и от бояр, и ото всяких чинов людей Московского государства на Кострому бити челом государю царю и великому князю Михаилу Федоровичю всеа Русии всяких чинов люди, чтоб государь милость показал, умилился над остатком рода крестьянского [христианского], был на Владимирском и на Московском и на всех великих государствах Российского царьствия государем царем и великим князем всеа Руси».
Назначенный воеводой в Белоозеро, Фёдор Головин собирал деньги для снаряжения ратных людей против поляков и литовцев, а вернувшись в столицу, наделял новиков («поспевших в службу» дворян и детей боярских) поместными и денежными окладами. Во время осады Москвы в 1618 году войсками польского королевича Владислава окольничий Фёдор Головин руководил обороной участка Белого города от Чертольских до Арбатских ворот, под его началом находилось 497 человек.
В течение трёх лет, когда ему довелось возглавлять приказ сыскных дел, Головин не раз обедал за царским столом и сопровождал молодого царя в поездке в Троице-Сергиев монастырь. В 1622 году Фёдора Васильевича назначили воеводой в пограничную Вязьму, но вскоре отозвали оттуда, как и его помощников. Ф. В. Головин по неясной причине вновь оказался в опале. Царь Михаил Фёдорович даже распорядился отобрать у него чин окольничего.
16 апреля 1625 года окольничий Фёдор Васильевич Головин скончался, приняв перед смертью схиму под именем Парфирия. Не оставил после себя потомства.